# 烏克蘭人口聚居地
聚居地（羅馬化：Naselenyi punkt）在乌克兰是指人类居住系统的结构化组成部分，代表地域上有凝聚力且紧凑的区域内的固定社区，其特点是人口高度集中。其最显著的特征是人类居民的持续存在。乌克兰的人口聚居地分为两种类型：城市型和鄉村型。城市型聚居地为城市，鄉村型聚居地包括村庄和乡村居民点。根据2001年乌克兰人口普查数据，乌克兰有1,344个城市型聚居地和28,621个乡村型聚居地。
所有人口聚居地都由市镇来管辖，市镇分为市级、镇级和乡级市镇。一个市镇可能由一个或多个聚居地组成，并作为一个区的组成部分（基輔和塞瓦斯托波爾除外）。而区则是州的组成部分。
除了作为行政区划和人口普查的常规人口聚居地之外，乌克兰还有另外一些作为其他用途的人口聚居地类型，例如山区聚居地、历史聚居地等等。